# Lemhi
Els Lemhi són una banda de xoixons septentrionals anomenats Akaitikka, Agaideka, o "menjadors de salmó." El nom "Lemhi" prové de Fort Lemhi, una missió mormona en el grup. Tradicionalment vivien a la vall del riu Lemhi i al llarg de l'alt riu Salmon a Idaho. Les bandes ern molt fluides i nòmades, i sovint interaccionaven per matrimoni amb altres bandes xoixonis i d'altres tribus com els bannock. Avui la majoria d'ells estan registrats en les Tribus Xoixon-Bannock de la reserva de Fort d'Idaho.

## Cultura tradicional
Els Akaitikka són parlants de xoixon, que pertany a les llengües numic.
La pesca és una font important d'alimentació, destacant la de salmó, truita i perca són. Els aliments tradicionals dels lemni són els pinyons (Pinus monophylla) i l'arrel de camas (Camassia quamash). En el segle xix la cacera del bisó els proporcionava carn, pells, cuir i altres materials.

## Història
Durant el segle xix els xoixons lemhi s'aliaren amb els bitterroot salish i s'enemistaren amb els blackfeet. L'expedició de Lewis i Clark trobà els lemhi a Three Forks vora el riu Missouri en 1805. En 1860, els agents indis estimaren la població lemhi, que incloïa xoixon, bannock, i tukudeka (menja-ovelles), en 1.200 individus.
Tendoy fou un prominent cap Lemhi a mitjans del segle xix. Era mig xoixon i mig bannock. El 1863 esdevingué el cap més destacat dels lemhi després de l'assassinat de Tio-van-du-ah al comtat de Bannock (Idaho).
La reserva Lemhi, situada al llarg del riu Lemhi a l'oest dels monts Bitterroot i al nord de la Serralada Lemhi fou creada en 1875 i terminada en 1907. Els residents foren traslladats a la reserva Fort Hall.
Robert Harry Lowie estudià la banda i publicà The Northern Shoshone, una monografia sobre ells en 1909.

## Notables Lemhi
- Sacajawea[9][10]